# Каменка (Пителинский район)
Каменка — деревня в Пителинском районе Рязанской области. Входит в Потапьевское сельское поселение

## География
Находится в северо-восточной части Рязанской области на расстоянии приблизительно 14 км на северо-запад по прямой от районного центра поселка Пителино на правом берегу речки Пёт.

## История
В 1862 году здесь (тогда деревня Елатомского уезда Тамбовской губернии) было учтено 8 дворов.

## Население
Численность населения: 70 человек (1862 год), 6 в 2002 году (русские 83 %), 0 в 2010.